# Eucalyptus odorata
Eucalyptus odorata är en myrtenväxtart som beskrevs av Behr och Schlecht.. Eucalyptus odorata ingår i släktet Eucalyptus och familjen myrtenväxter. Inga underarter finns listade i Catalogue of Life.